# Humberto Prado
Humberto Prado Sifontes es un abogado y activista venezolano. Es fundador y se desempeñó como director del Observatorio Venezolano de Prisiones (OVP). En 2019, durante la crisis presidencial de Venezuela, fue designado por Juan Guaidó como comisionado presidencial para los derechos humanos y atención a la víctima.

## Biografía

### Educación y carrera
De niño, Humberto formó parte de la Asociación Cristiana de Jóvenes, donde sobresalió en deportes como el béisbol, el baloncesto, y la natación, además de ser tanto entrenador como reportero de deportes. A los 18 años fue arrestado por un crimen de propiedad y encarcelado por siete años. Durante su presidio, vio como los reos practicaban deportes sin entrenamiento, por lo que empezó a ofrecerse como voluntario para desarrollar actividades deportivas en la cárcal, organizando juegos de campeonatos internos entre reclusos y autoridades.
Dado su buen comportamiento y por la abogacía de personas en el exterior, Humberto recibidó un indulto presidencial en 1985. El próximo mes se presentó al Instituto Nacional de Deportes y propuso ser coordinador deportivo en las cárceles, a lo que se accedió. Al mismo tiempo regresó a clases de bachillerato nocturnas y finalmente entró en la universidad para estudiar derecho. Como coordinador entrenó instruyó a reclusos como árbitros y reportes periodistas, habilidades laborales que podrían aprovechar una vez liberados.
Después de culminar sus estudios universitarios, Humberto fue invitado como director de prisiones; Humberto aceptó y se desempeñó como director de las cárceles Yare 1 y Yare 2, siendo el primer ex recluso en ocupar esta posición. Prado empezó realizando un censo de privados de libertad, identificando como problema la corrupción en el personal de seguridad. Con el apoyo del gobernador de Miranda, Humberto transfirió a los guardias internos a la fuerza de seguridad de la Guardia Nacional en el exterior y seleccionó a un nuevo grupo de guardias para el interior. El gobernador accedió al entrenamiento de cuarenta guardias por cuatro meses de un programa diseñado por Prado, quienes posteriormente incautaron armas y granadas y cultivaron vegetales para tanto vender como alimentar a los reclusos. Eventualmente los prisioneros empezaron a recibir clases de informática y restauración de muebles para recibir habilidades laborales.
Humberto participó en un proceso de selecciones de directores de prisiones y fue escogido para participar en un curso en centros de detención federales en Estados Unidos. Sin embargo, dejó su posición en 1997 cuando un superior le ordenó a darle consideraciones especiales a un recluso. Posteriormente Prado fue seleccionado para conformar la recién creada Defensoría del Pueblo, cuya finalidad era la promoción, vigilancia y defensa de los derechos humanos. Como director de mediación y conciliación, Humberto trabajó con asistencia legal, pero la Defensoría estaba altamente politizada y renunció después de los eventos del 11 de abril de 2002 por negarse a seguir órdenes «inaceptables».

### Observatorio Venezolano de Prisiones
En septiembre de 2002 Humberto fundó el Observatorio Venezolano de Prisiones junto con un equipo y con ahorros familiares, una organización dedicada asistir a las personas privadas de libertad y de documentar los casos de violaciones a los derechos humanos dentro de los establecimiento de reclusión. En varias oportunidades Prado ha solicitado medidas cautelares ante la Comisión Interamericana de Derechos Humanos (CIDH) para preservar los derechos fundamentales de la población penitenciaria. En 2009 recibió el premio de derechos humanos entregado por la embajada de Canadá por su labor como defensor de los derechos de los privados de libertad en Venezuela, así como por su trabajo de investigación en la búsqueda de conocimiento de los sistemas penitenciarios alrededor del mundo.
Por su trabajo como activista, Humberto ha sido hostigado y amenazado por parte de funcionarios del Estado y personas anónimas en reiteradas oportunidades. La CIDH le ha concedido medidas cautelares desde 2009, exigiéndole al Estado venezolano «que adopte las medidas necesarias para proteger la vida e integridad personal del Sr. Humberto Prado, sin embargo, según fuentes fidedignas la implementación de estas medidas se limita a que, de forma muy puntual, grupos de policías pasen por la oficina de la OVP y le pidan firmar un listado que acredita la visita». Las medidas le fueron reiteradas en 2011, 2012 y 2015, exhortando también a «poner fin a todo tipo de hostigamiento y a la campaña de desprestigio en contra de Prado y todos los defensores y defensoras de derechos humanos en Venezuela». El 23 de abril de 2016, Tareck El Aissami, para entonces gobernador del estado Aragua y exministro del Interior y Justicia, calificó a Humberto como un «pran» después de una publicación de la que Prado responsabilizó la gestión como Ministro de Interior y Justicia de  El Aissami como el inicio de la crisis dentro del sistema penitenciario en Venezuela. EL mismo día se inició una campaña difamatoria por la red social de Twitter, y la cuenta de Facebook de Humberto del defensor fue hackeada y utilizada para difundir información falsa y difamatoria.
Varias organizaciones de derechos humanos se han pronunciado en contra del hostigamiento sufrido por Humberto y han pedido su cese. La organización Front Line Defenders ha emitido seis llamados urgentes desde el 11 de junio de 2010 al Estado venezolano para que cese el hostigamiento contra Prado. Human Rights Watch señaló en un comunicado emitido el 29 de agosto de 2011 donde pide que «el gobierno venezolano debería adoptar inmediatamente medidas concretas para cumplir con la orden de protección dictada por la Corte Interamericana de Derechos Humanos a favor del defensor de derechos humanos Humberto Prado, quien ha sido objeto de múltiples amenazas». El 6 de mayo de 2016 Amnistía Internacional emitió una acción urgente en beneficio de Prado con relación a los ataques y difamaciones que había sufrido por parte de funcionarios públicos. El Observatorio para la Protección de los Defensores de Derechos Humanos, programa conjunto de la Organización Mundial Contra la Tortura (OMCT) y de la Federación Internacional por los Derechos Humanos (FIDH), ha solicitado su intervención urgente ante la siguiente situación de vulnerabilidad de Prado. En 2016 la Oficina para América del Sur del Alto Comisionado de las Naciones Unidas para los Derechos Humanos expresó su rechazo ante la información sobre descalificaciones en su contra en relación con su trabajo de monitoreo del sistema penitenciario de Venezuela.
En noviembre de 2024 el presidente de la ONG Observatorio Venezolano de Prisiones Humberto Prado hizo declaraciones durante una entrevista quien cuestiona el daño que el gobierno ha cometido, contra los menores de edad es irreparable, muchos de estos menores quedaron reseñados por el Ministerio Público (Venezuela) por una conducta delictiva de supuesto terrorismo.

### Comisionado presidencial
El 28 de agosto del 2019, durante la crisis presidencial de Venezuela, fue designado como comisionado presidencial para los derechos humanos y atención a la Víctima por el presidente encargado Juan Guaidó.
La CIDH decidió mantener la vigencia de las medidas cautelares otorgadas en 2009 y extendió la medida a su grupo familiar, que ha sido víctima de vigilancia en su lugar de residencia y persecución en los últimos años.